# Brita Kinch
Brita Margareta Kinch, född Booge 1 december 1922 i Jönköping, död 4 december 1994 i Stockholm, var en svensk flygvärdinna och målare.
Hon var dotter till kaptenen vid Jönköpings-Kalmar regemente Erland Booge och Birgit Rensaa samt från 1951 gift med regissören Olle Kinch. 
Kinch studerade vid Académie Julian i Paris, vid The Art League of New York och vid Belas Artes i Rio de Janeiro samt vid Pernbys målarskola i Stockholm. Hon ställde ut 1950 i brasilianska hälsovårdsministeriets lokaler i Rio de Janeiro. I Sverige ställde hon ut med Föreningen Svenska Konstnärinnor.
Hennes konst består av porträtt och figurmåleri i olja och pastell.